# Mosé João Pontelo
Mosé João Pontelo CSSp (* 18. September 1942 in Wenceslau Braz) ist ein brasilianischer Ordensgeistlicher und emeritierter römisch-katholischer Bischof von Cruzeiro do Sul.

## Leben
Mosé João Pontelo trat der Ordensgemeinschaft der Spiritaner bei und empfing am 14. Mai 1967 die Priesterweihe.
Papst Johannes Paul II. ernannte ihn am 27. Mai 1998 zum Koadjutorbischof von Cruzeiro do Sul. Der Bischof von Cruzeiro do Sul, Luís Herbst CSSp, spendete ihn am 2. August desselben Jahres die Bischofsweihe; Mitkonsekratoren waren Fernando José Penteado, Weihbischof in São Paulo, und Konrad Walter SAC, Bischof von Jacarezinho.
Mit der Emeritierung Luís Herbsts CSSp am 3. Januar 2001 folgte er diesem als Bischof von Cruzeiro do Sul nach. Papst Franziskus nahm am 19. September 2018 seinen altersbedingten Rücktritt an.